# Toxicita

Výstražný symbol pro toxické látky

Toxicita je vlastnost chemických sloučenin spočívající ve vyvolání otravy osob nebo zvířat, které látku požily, vdechly nebo vstřebaly kůží.
V zásadě všechny chemické sloučeniny mohou být při užití příliš velkého množství toxické. Například i požití velkého množství vody může rozvrátit homeostázu a způsobit člověku smrt.

## Měření
Aby bylo možno toxicitu měřit a srovnávat, byla zavedena stupnice označovaná zkratkou LD (z anglického lethal dose – smrtelná dávka). Nejčastěji se lze setkat s variantou LD50, tzn. označení dávky, po které uhynulo 50 ze 100 laboratorních potkanů, kterým byla látka podána různými způsoby (především orálně). Někdy se používá i varianta LD90 pro úhyn 90 %.

Jinou stupnicí, užívanou pro plynné sloučeniny, je smrtelná koncentrace ve vdechovaném vzduchu, ve zkratce LC.

Toxicita je buď akutní (po jednorázové aplikaci), nebo chronická (po opakované aplikaci).

Při udávání hodnot LD je nutno zároveň s dávkou na kg a koncentrací zkoumané sloučeniny uvést i způsob aplikace, např. perorální podání (ústy), perkutánní (kůží), inhalační (vdechováním), parenterální (mimostřevní, např. nitrožilní, nitrosvalový, podkožní), rektální (konečníkový), dále uvést druh zvířete, jeho pohlaví, stáří a dobu pozorování zvířete po aplikaci. U chronické toxicity je krom uvedených údajů nutné uvádět i intervaly aplikací a dobu celého pokusu.

## Rozdělení látek dle toxicity
Zde se využívá několik stupnic dle organismu, na který má látka působit. Nejčastěji se látky dělí dle působení na člověka a na včely. V případě toxicity pro člověka jsou na obalech používaných látek uváděny symboly GHS:

GHS06 toxické látky
GHS08 látky nebezpečné pro zdraví
GHS09 látky nebezpečné pro životní prostředí

- bez značky – látka, u níž není toxicita udána. (Není totéž jako látka netoxická.)

## Příklady
Z nejznámějších jedů: arsenik má LD50 = 20 mg/kg hmotnosti těla, kyanovodík
má LD50 = 1,5 mg/kg.